# Réserve naturelle de Trolldalen
La réserve naturelle de Trolldalen  est une réserve naturelle norvégienne  qui est située dans le municipalité de Nordre Follo et Lørenskog, dans la zone forestière de Sørmarka, dans le comté d'Akershus.

## Description
La réserve naturelle de 0,6 km2 est située au sud de Svartskog, à l'ouest de la municipalité de Nordre Follo. Elle borde la zone de conservation du paysage de Svartskog sur le plateau à l'est et tombe à l'ouest jusqu'à Bunnefjorden. Le socle rocheux est constitué essentiellement de gneiss et de sédiment marin.
La réserve naturelle comprend une grande variété d'espèces d'arbres. Vers la zone de protection du paysage au nord-est, il y a une forêt aux allures de jardin avec plusieurs chênes creux. On y trouve aussi du chêne, de l'orme et une végétation marécageuse riche.
Il est interdit de modifier l'environnement naturel. La végétation et la faune sont protégées de la destruction. La circulation motorisée est interdite et le cyclisme et l'équitation ne sont autorisés que sur les routes existantes indiquées sur la carte de conservation.